# سارال علیا
سارال علیا، روستایی از توابع بخش محمدیار شهرستان نقده در استان آذربایجان غربی ایران است.

## جمعیت
این روستا در دهستان المهدی (نقده) قرار دارد و براساس سرشماری مرکز آمار ایران در سال ۱۳۸۵، جمعیت آن ۱۸۶ نفر (۳۹ خانوار) بوده‌است.